# 约瑟夫·特博文
約瑟夫·特博文（Josef Terboven，1898年5月23日-1945年5月8日）是一名納粹黨官員和政治家，曾長期擔任埃森大区的大区长官，在德國占領挪威期間擔任挪威的帝国行政官。

## 生平

### 早年經歷
特博文（terboven，來自荷蘭语ter Boven）出生在普鲁士王国的埃森，是有荷蘭血統的小地主紳士的兒子。他在埃森接受基础教育直到1915年，然後在第一次世界大戰中志願服兵役。他曾在Feldartillerie第9團服役，然後在新生的空軍服役。他被授予一等和二等鐵十字勳章，並在1918年12月22日退伍前獲得中尉軍銜。他后在慕尼黑大學和弗萊堡大學學習法律和政治學，在那裡他第一次涉足政治。1922年，他沒有獲得學位就從大學輟學，並在埃森接受了銀行職員培訓。

### 國社黨生涯
1923年，他加入了纳粹党，他的党员号为 25,247。同年参加了慕尼黑的啤酒館政变，党禁解除后，他重新恢复了党员身份。1925年，他创立了NSDAP埃森地方团体，并作为埃森冲锋队的领导人领导该团体。
1930年，特博文代表国家社会党成為埃森市議員和萊茵省省議會議員。1930年9月14日，特博文從杜塞爾多夫西區第23選區當選國會議員；他擔任德國國會議員，直到納粹政權結束。從1930年12月15日起，特博文還擔任《埃森國民報》的編輯。
納粹奪取政權後，特博文於1933年3月1日晉升為親衛隊集團領袖，並於1933年7月10日成為普魯士國務委員會成員。1934年6月28日，特博文與約瑟夫·戈培爾的前秘書兼情婦伊爾莎·斯塔爾結婚。阿道夫·希特勒是婚禮的見證人，在埃森期間，他開始為長刀之夜做準備。1935年2月5日，泰爾博文被任命為普魯士萊茵省的省長（Oberpräsident），管轄包括埃森大区和其他三個大区。因此，他將其管轄範圍內的最高黨和政府機構統一在他的控制之下。1935年4月27日，特博文獲得了金黨徽章。1936年11月9日，他被提升為親衛隊上級集團領袖。1939年9月1日第二次世界大战爆發時，他被任命為國防軍第6軍區的帝國國防專員，其中包括埃森大区、杜塞尔多夫大区、科隆-亞琛大区、威斯特法倫-北方大区和威斯特法倫-南方大区以及威悉-埃姆斯大区的一部分。

### 挪威行政官

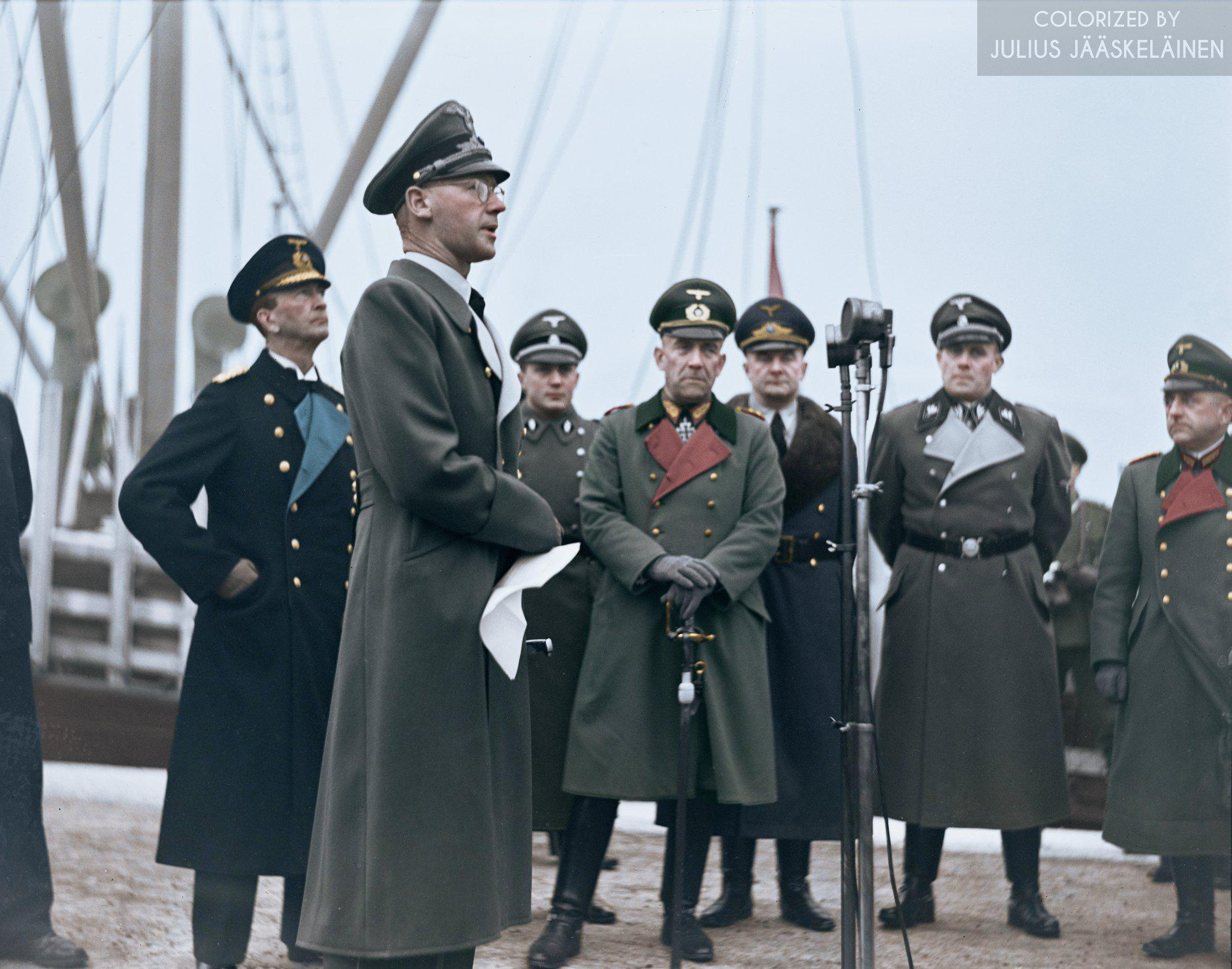
1940年圣诞节前，一艘载有德国士兵圣诞礼物的“圣诞船”（德语：Weihnachtsschiff）抵达奥斯陆港口。德国占领和第二次世界大战吉斯林政权期间的挪威总督约瑟夫·特博文将这批货物交给尼古拉斯·冯·法尔肯霍斯特大將，他是1940年至1944年间驻挪威德国军队的指挥官

1940年纳粹占领挪威后，特博文开始担任当地的帝国行政官直至战争结束。隨著戰局對德國不利，特博文的個人願望是組織建立挪威要塞作為納粹政權的最後一站。然而在希特勒自殺後，他的繼任者卡爾·鄧尼茨於1945年5月3日將特博文召集到他在弗倫斯堡的總部，並命令他配合結束敵對行動。但特博文却表達了他繼續戰鬥的願望。因此鄧尼茨於5月7日解除了特博文的行政官職務，將他的權力移交給弗朗茨·博梅。

### 戰敗自殺
德國宣布投降后，特博文於1945年5月8日在阿克什胡斯阿斯克尔斯考古姆（Skaugum）大院的掩體中引爆50公斤炸藥自殺。他死在了先開槍自殺的親衛隊上級集團領袖威廉·雷迪斯（Wilhelm Rediess）旁边。特博文的家人在西德倖存下來，他的妻子伊爾莎於1972年去世。

## 延伸阅读
- Biography （页面存档备份，存于）fromDeutschesHistorischesMuseum
- Biography （页面存档备份，存于）fromHistorischesCentrumHagen
- Höffkes, Karl. . Tübingen: Grabert-Verlag. 1986. ISBN 3-87847-163-7.
- Miller, Michael D.; Schulz, Andreas. . 3 (Fritz Sauckel - Hans Zimmermann). Fonthill Media. 2021. ISBN 978-1-781-55826-3.
- Orlow, Dietrich. . University of Pittsburgh Press. 1969. ISBN 0-8229-3183-4.
- Orlow, Dietrich. . University of Pittsburgh Press. 1973. ISBN 0-822-9-3253-9.
- WorldStatesmen-hereNorway （页面存档备份，存于）